# Escut humà
Un escut humà és un terme militar i polític que descriu la presència de civils en o al voltant dels objectius de combat per dissuadir que l'enemic ataqui aquests objectius. També es pot referir a l'ús de civils per, literalment, fer d'escut als combatents durant els atacs, forçant els civils a anar davant dels soldats.
Això es fa amb l'esperança que l'altra part sigui renuent a atacar. A més si l'altra part ataca els objectius de tota manera si, les víctimes que en resultin tenen un valor propagandístic.
Fer servir aquesta tècnica incrementa les víctimes civils i és il·legal segons estableix la Quarta convenció de Ginebra.

## Alemanya
En la Segona Guerra Mundial s'ha dit que el general de la SS Gottlob Berger va proposar a Adolf Hitler, fer, en grans ciutats alemanyes, uns camps especials pels pilots capturats de la Royal Air Force i la United States Army Air Force per fer-los actuar com escuts humans en els bombardejos aliats d'aquestes ciutats, però el pla, en part per dificultats tècniques, no es va portar a terme. De tota manera aquesta pràctica va ésser comuna al front de l'est amb civils utilitzats per la Wehrmacht contra els atacs soviètics.

## Israel
Human Rights Watch afirma que les Forces de Defensa d'Israel va usar civils palestins com escut humà durant la Batalla de Jenin de 2002. El grup de defensa dels drets humans israelià B'Tselem informá que "durant un llarg període seguint al començament de la segona intifada es va usar a civils palestins d'escut humà sistemàticament posant en perill les seves vides". Aquesta pràctica va ser posada fora de la llei pel Tribunal Suprem d'Israel, però els defensors dels drets humans diuen que el 2005 també es van fer servir escuts humans. Durant la invasió de Gaza del 2008-2009 es van continuar usant escuts humans per part de l'exèrcit d'Israel, segons alguns testimonis a més de com escuts humans se'ls utilitzava, també amb nens, per fer-los entrar en edificis amb possibles bombes trampa o pistolers.
Amnistia Internacional i Human Rights Watch sostenen que l'exèrcit israelià han usat els palestins com escuts humans l'any 2002. I el grup israelià B'Tselem també ho afirma i ho amplia amb posterioritat a 2002.

## Iraq
Durant la invasió al Kuwait de 1990, el govern de Saddam Hussein va detenir centenars de ciutadans de països d'Occident per a fer-los servir d'escuts humans.

## Altres casos
- Líban
- Afganistan
- Paquistan
- Sri Lanka